# Progreso (Mexique)
Progreso est une ville portuaire de l'État du Yucatan au Mexique. Elle se situe au nord-ouest de l'État, sur le Golfe du Mexique. Elle se trouve à environ 45 minutes par l'autoroute au nord de la capitale de l'État, Merida.

## Démographie
En 2003, la population estimée de Progreso s'élevait à 45 000 personnes.

## Économie
Progreso est un centre important pour l'industrie de la pêche et celle des conteneurs. Tous les conteneurs arrivent à Progreso avant d'être distribués dans le Yucatan, le Campeche et le Quintana Roo. Progreso a réussi aussi à attirer le commerce des croisières et est désormais une escale pour de nombreux bateaux de croisière qui s'y arrêtent entre 24 et 36 heures laissant le temps aux passagers de visiter la ville ou celle de Merida.
Progreso est une ville touristique appréciée pour ses plages, sa promenade, le « Malecón », le long de la mer et de nombreux restaurants. Durant les mois de juillet et août, les plages se remplissent de milliers de touristes aussi bien nationaux qu'internationaux.

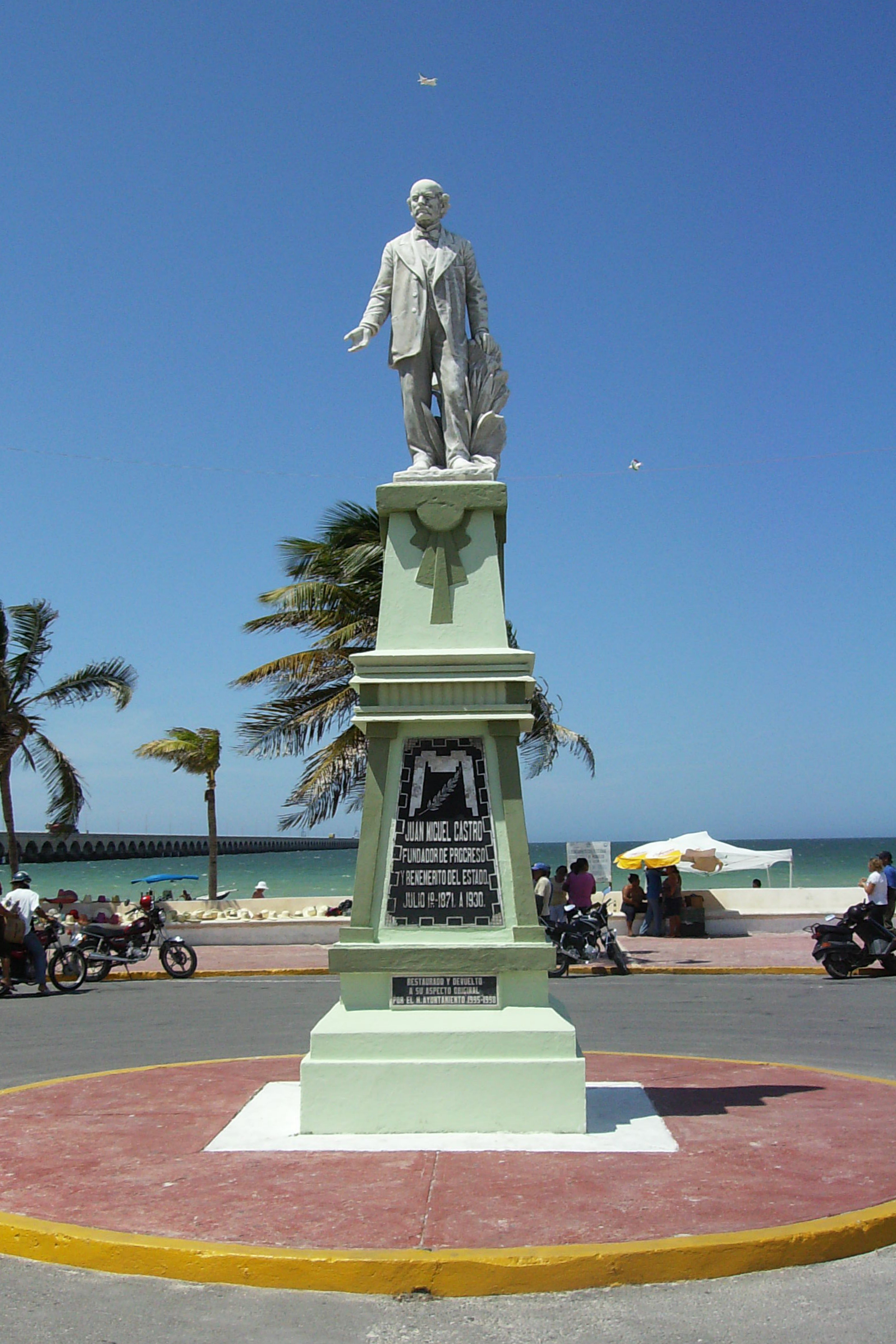
Statue de Juan Miguel Castro, fondateur de Progreso
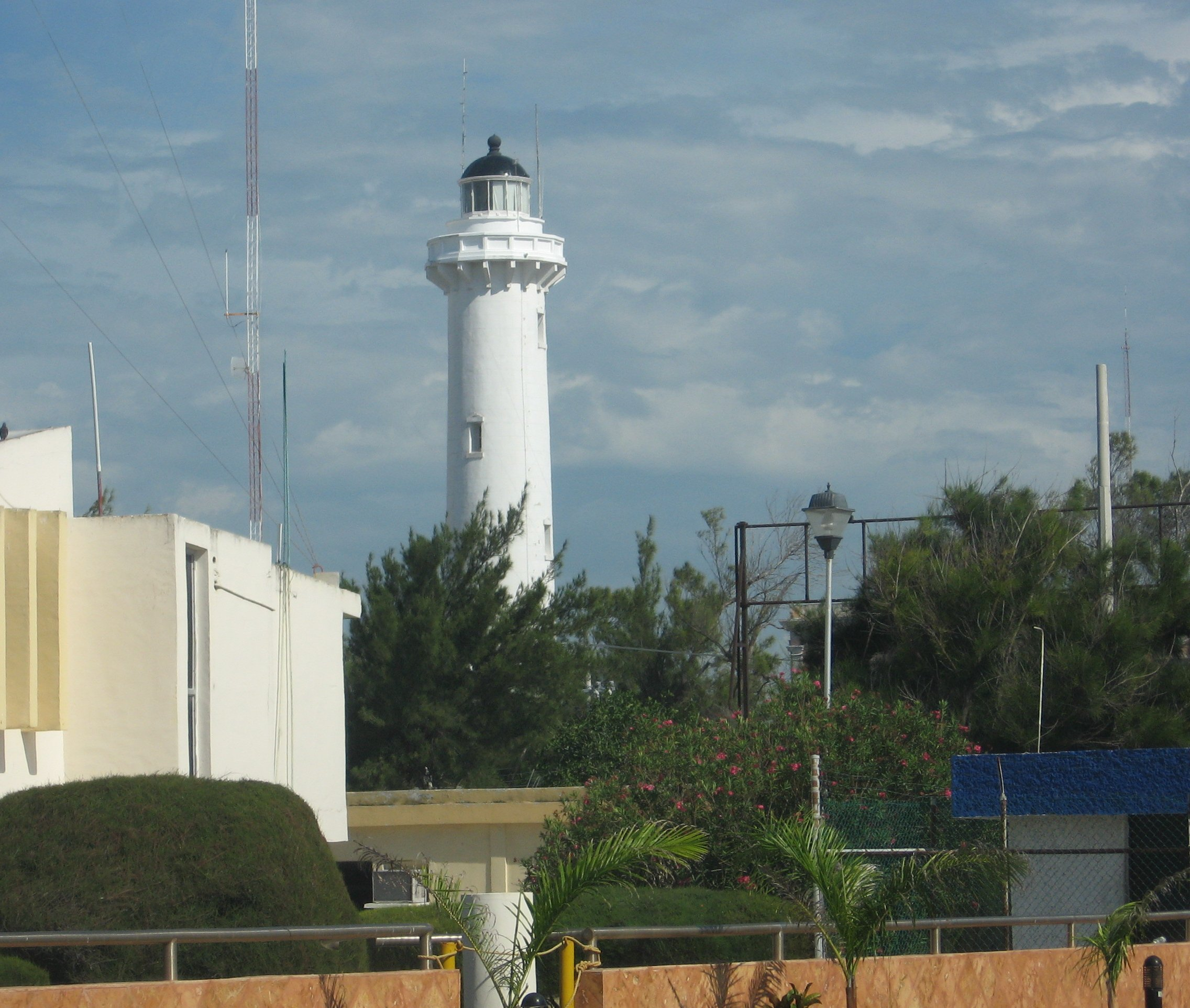
Phare à Progreso
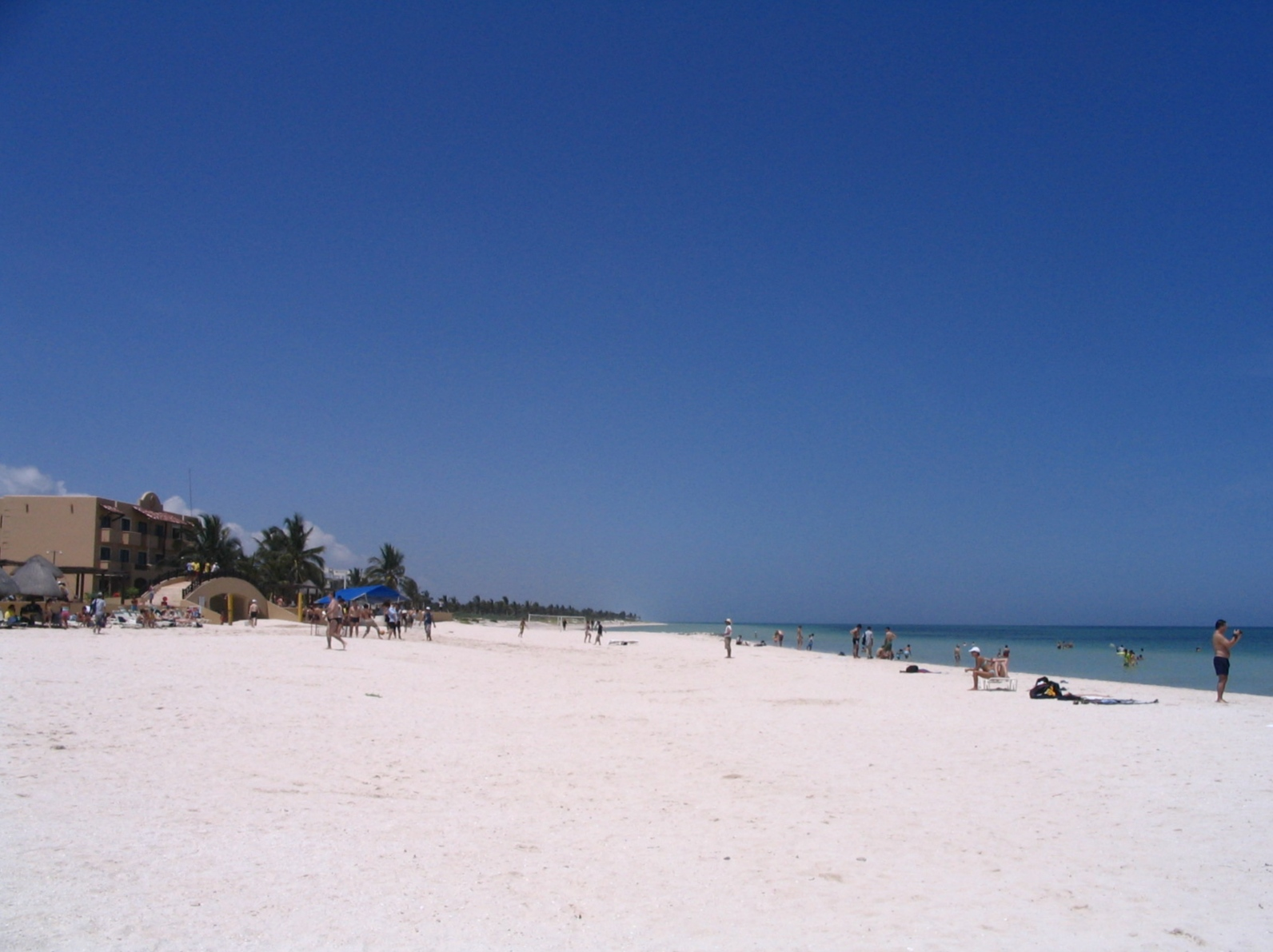
Plage à Progreso